# Akademos (revista)
Akademos. Revue Mensuelle d'Art Libre et de Critique (Akademos. Revista mensual de arte libre y crítico) creada en 1909 por Jacques d'Adelswärd-Fersen, fue la primera revista francesa dedicada al público homosexual.
Fue un corto intento de d'Adelswärd-Fersen de promocionar la pederastía con una revista mensual. Fue la primera revista de su género que fue publicada en lengua francesa. Su temática era similar a la revista alemana Der Eigene, publicada entre 1896 y 1931 por Adolf Brand. Esto no es una coincidencia, ya que d'Adelswärd-Fersen había estudiado las publicaciones alemanas que intentaban promocionar la aceptación social de la homosexualidad antes de lanzar Akademos. También mantenía correspondencia tanto con Magnus Hirschfeld como con Brand.
Akademos sólo duró un año - hubo doce ediciones mensuales. Se cree que la razón para que se dejara de publicar fue que era demasiado cara para el barón. Sin embargo, otros factores como la presión generada por la actitud hostil de la sociedad y la prensa no pueden ser descartados. Aun así, los números que salieron a la venta contenían colaboraciones de autores importantes como Xavier-Marcel Boulestin, Colette, Georges Eekhoud, Achille Essebac, Claude Farrère, Jean Ferval, Anatole France, Filippo Tommaso Marinetti, Joséphin Péladan y Laurent Tailhade.